# Can We Dance
"Can We Dance" é uma canção da banda britânica The Vamps, gravada para o seu primeiro álbum de estúdio Meet the Vamps. Foi composta e produzida por Espionage, Bruno Mars com o auxílio de Timz Aluo, Philip Lawrence, Amund Bjorklund, Espen Lind, Michael Karl na escrita. Foi lançada a 29 de setembro de 2013, servindo como primeiro single do disco.

## Formatos e lista de faixas
- Download Digital – EP[1]

1. "Can We Dance" (Single version) – 3:11
2. "Year 3000" – 3:20
3. "MMMBop" – 4:01
4. "Teenage Kicks" (Live) – 1:54

- CD1

1. "Can We Dance" (Single version) - 3:11
2. "Mr. Brightside"
3. "22"
4. "Wild Heart" (Live)

- CD2

(James edition)
1. "Can We Dance" (James' version) - 3:40
2. "Little Things"

- CD3

(Connor edition)
1. "Can We Dance" (Connor's version) - 3:41
2. "Weightless"

- Download Digital - Remix EP[2]

1. "Can We Dance" (James' version) - 3:40
2. "Can We Dance" (Connor's version) - 3:41
3. "Can We Dance" (Tristan's version) - 3:38
4. "Can We Dance" (Brad's demo version) - 3:37
5. "Can We Dance" (Seamus Haji club mix) - 6:06

## Desempenho comercial

### Posições nas tabelas musicais
| Tabela musical (2013)             | Melhor posição |
| --------------------------------- | -------------- |
| Austrália (ARIA)                  | 17             |
| Escócia (Scottish Singles Chart)  | 2              |
| Irlanda (IRMA)                    | 21             |
| Nova Zelândia (Recorded Music NZ) | 19             |
| Polónia (Polish Airplay Top 100)  | 10             |
| Reino Unido (UK Singles Chart)    | 2              |
| República Checa (Rádio Top 100)   | 73             |

### Certificações e vendas
| País              | Certificação | Vendas (estimativa) |
| ----------------- | ------------ | ------------------- |
| Reino Unido (BPI) | Ouro         | 400.000             |
| Austrália (ARIA)  | Platina      | 70.000+             |

## Histórico de lançamento
| País        | Data                   | Formato          | Gravadora  |
| ----------- | ---------------------- | ---------------- | ---------- |
| Reino Unido | 29 de setembro de 2013 | Download digital | Virgin EMI |
| Irlanda     | 29 de setembro de 2013 | Download digital | Virgin EMI |